# Први свесловенски конгрес
Први свесловенски конгрес је скуп свих представника Словена у Хабзбуршкој монархији. Одржан је 1848. године у Прагу, организовао га је Франтишек Палацки, захтевајући једнака права Словена под аустријском влашћу.
Кад је у фебруару 1848. избила револуција у Паризу, која је срушила монархију и довела до прогласа републике у Француској, заљуљала се из темеља и трошна аустријска зграда. Плануше устанци на све стране. Немачки родољуби сазваше у Франкфурту свенемачки сабор, који је имао јасно да изрази жељу за немачким уједињењем, али не под вођством Аустрије. Као одговор на то дошао је после свесловенски састанак у Прагу, на ком је учествовало и неколико Срба. Иза тих и поред тих манифестација почеше и уличне борбе. Узбуни се чак и лојални царски Беч. Метерних мораде бити жртвован. Али то ипак не смири узавреле духове, нарочито не тамо где је покрет добио не само карактер борбе за уставне слободе, него и за национално ослобођење.
Национални покрет Чеха био је знатно слабији од мађарског и српског. У Прагу се састао Свесловенски конгрес (1848), који је окупио многе познате словенске представнике. На конгресу је, јуна 1848, предложено да заједнички језик словенске књижевности буде старословенски. Међутим, ова идеја није усвојена. Све наде Чеха и осталих окупљених словенских представника покопао је кнез Алфред Виндишгрец бомбардовањем Прага и завођењем војне диктатуре.
“Хеј, Словени” је свесловенска химна писана и компонована за Свесловенски конгрес у Прагу 1848. и била је химна словенству и словенским језицима, па су сви Словени имали своју верзију – препев текста. Српска верзија је такође почињала у похвалом словенском језику и једном Богу: “Језик нама господ даде силан громовит, нико не сме ово благо нама уграбит. Хеј Словени, јоште живи реч наших дедова...”